# Christie Clark
Christie Mary Clark (Los Ángeles, California; 13 de diciembre de 1973) es una actriz estadounidense, reconocida por su papel de Carrie Brady en la serie Days of Our Lives y por su participación en la película de terror A Nightmare on Elm Street 2: Freddy's Revenge interpretando a Angela Walsh.

## Vida personal
Clark nació en Los Ángeles, hija de Cathy y Craig Clark. Tiene un hermano, Kevin, y una hermana, Katie.
Se casó con Thomas Barnes en el año 2002. Clark y Barnes tienen tres hijas, Hannah Bella (nacida en marzo de 2008), Emma Rose (nacida en 2010) y Charlotte Joy (nacida en 2013).

## Filmografía
- 1985: A Nightmare on Elm Street 2: Freddy's Revenge
- 1985: Hardcastle and McCormick
- 1986: Days of Our Lives
- 1986: Ask Max
- 1989: It's Garry Shandling's Show
- 1990: Hull High
- 1991: Changes
- 1992: General Hospital
- 1993: Children of the Corn II: The Final Sacrifice
- 1993: Life Goes On

## Reconocimientos
- Actriz joven: 1987 (nominada), 1988 (nominada), 1989 (nominada), 1990 (nominada)
- Daytime Emmy: Actriz joven: 1997 (nominada), 1998 (nominada)